# Владислав Андерс

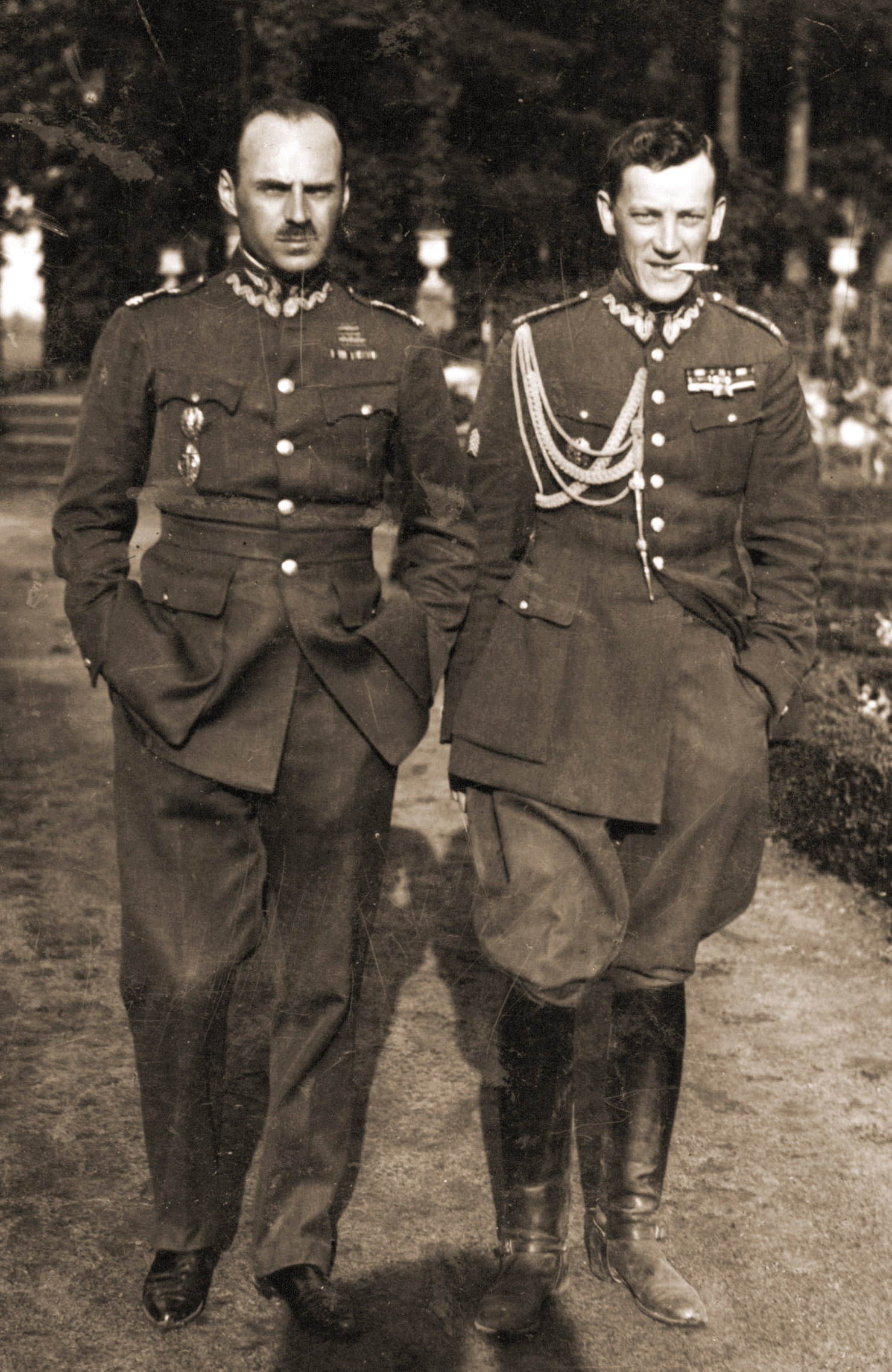
Владислав Андерс та Густав Пашкевіч 1926 рік

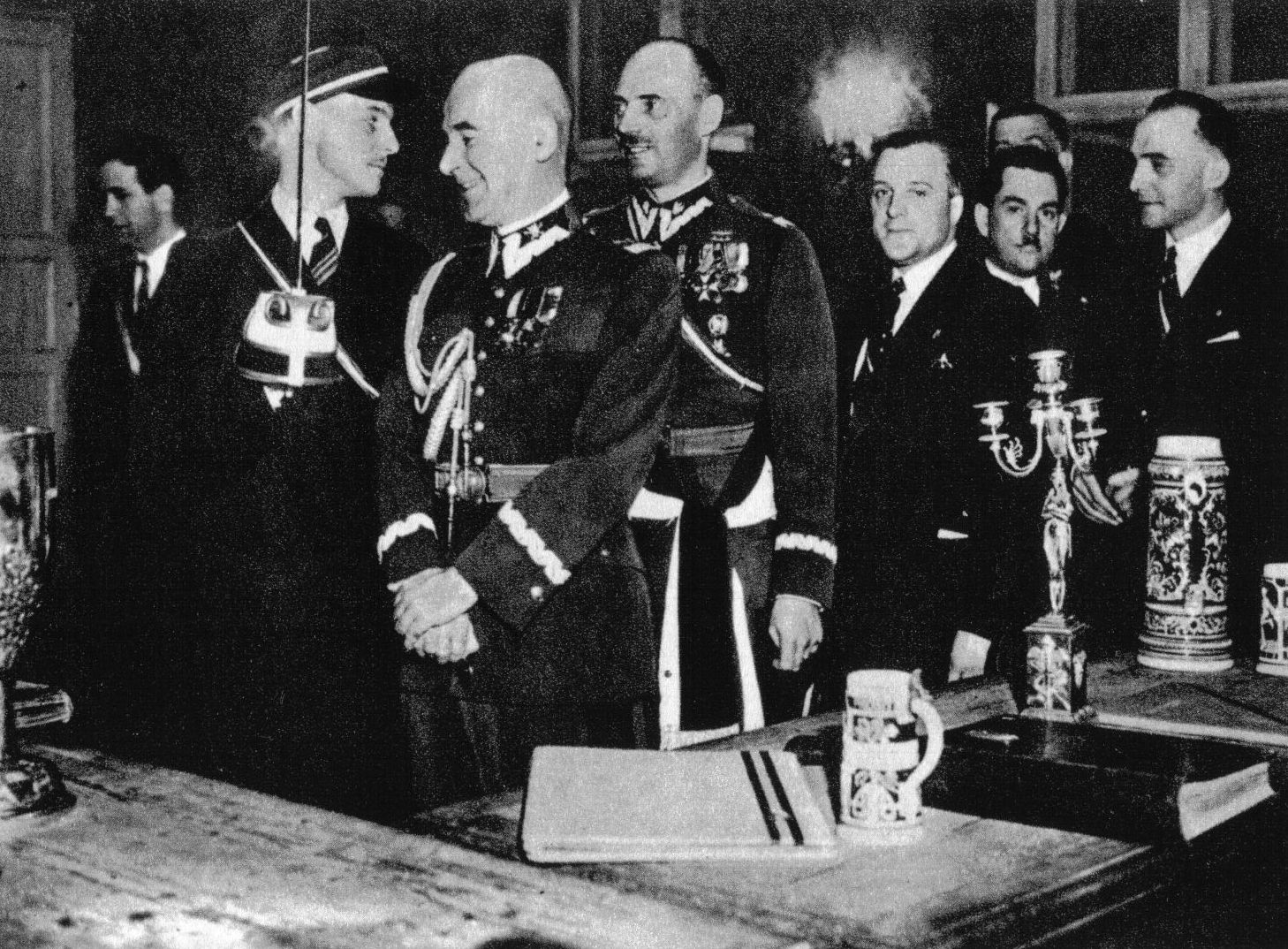
Едвард Ридз-Сміглий на комерсі студентської корпорації Арконія в 1937 році. За маршалом стоїть Владислав Андерс

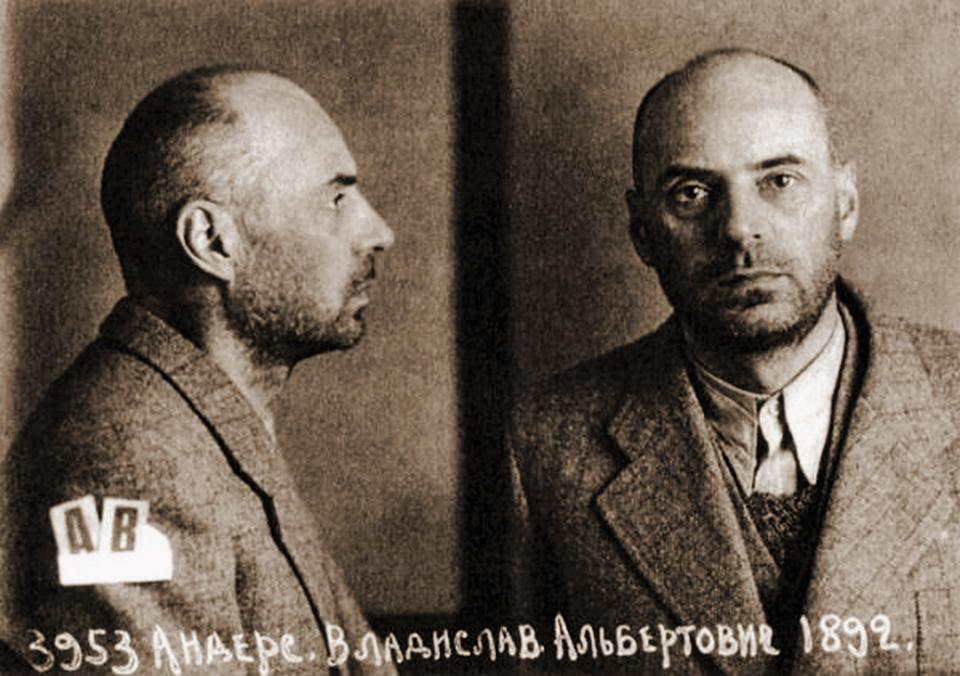
Владислав Андерс після арештування НКВД 1940

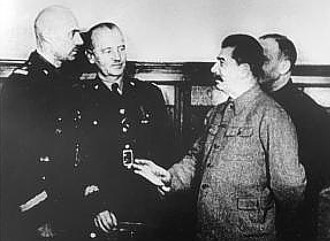
Владислав Андерс та Владислав Сікорський під час візиту до Йосипа Сталіна (грудень 1941 року)

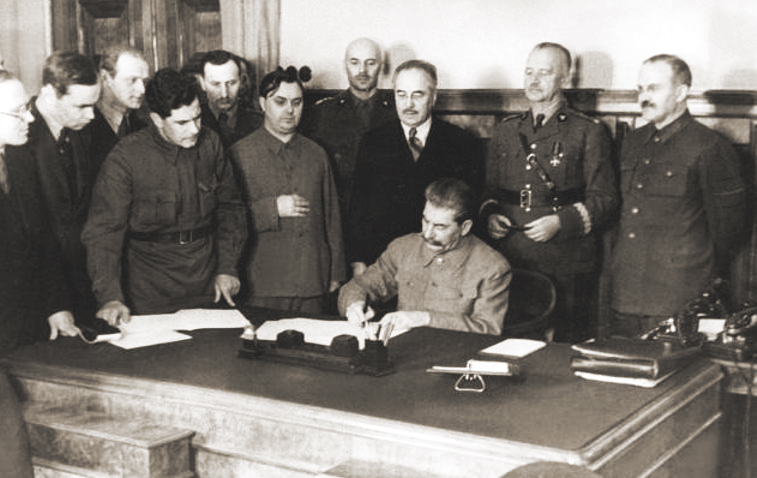
Підписання польсько-радянської політичної декларації 4 грудня 1941 року. ПІдписує Сталін. З лівого боку: Георгій Маленков, Владислав Андерс, Станіслав Кот, Владислав Сікорський, В'ячеслав Молотов

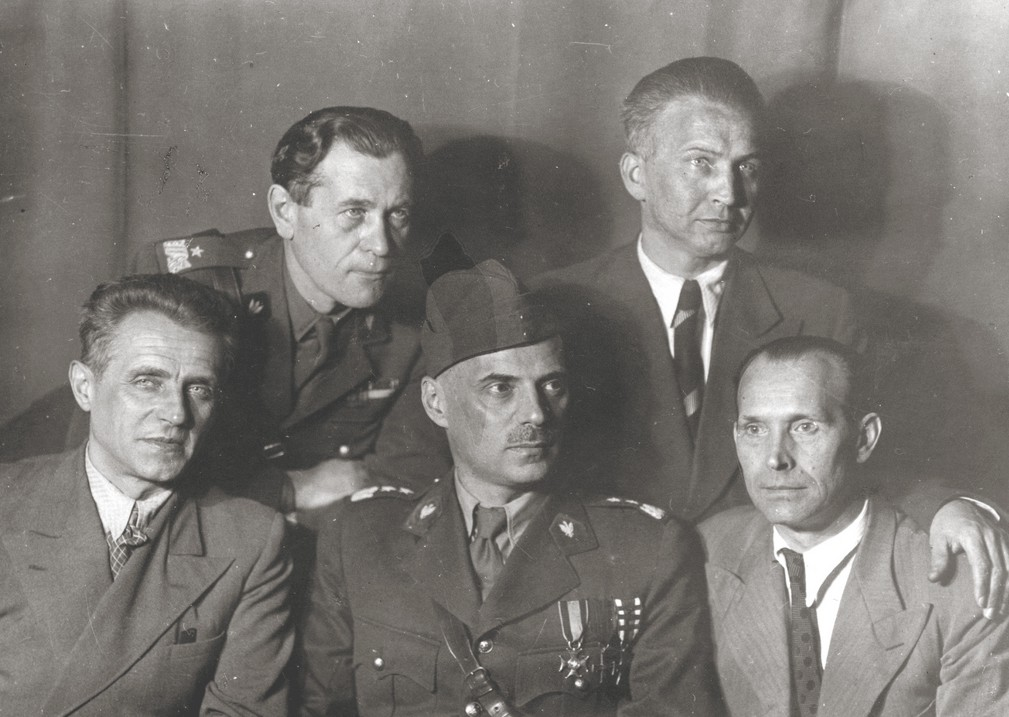
Генерали: Міхал Токаржевський-Карашевич, Владислав Андерс, Мечисла Борута-Спеховіч (перший ряд, ліворуч), Зигмунт Богуш-Шишко, полковник Леопольд Окулицький (другий ряд). Польські Збройні Сили в СРСР 1942

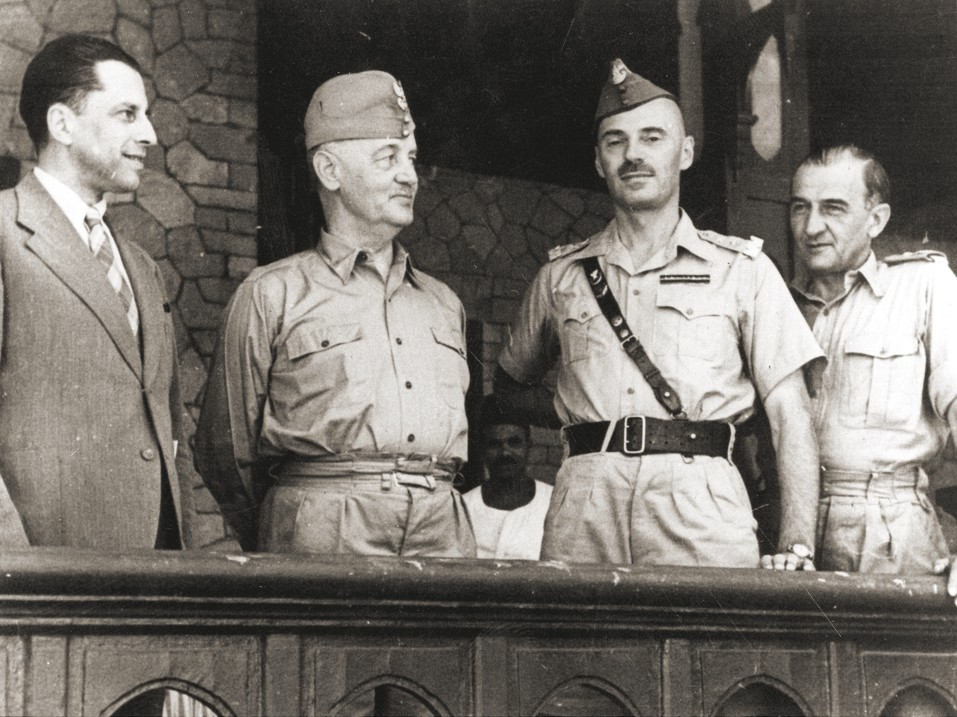
Тадеуш Ромер, Владислав Сікорський, Владислав Андерс та Тадеуш Клімецький під час інспекційної подорожі Начального Вождя на близький схід 1943

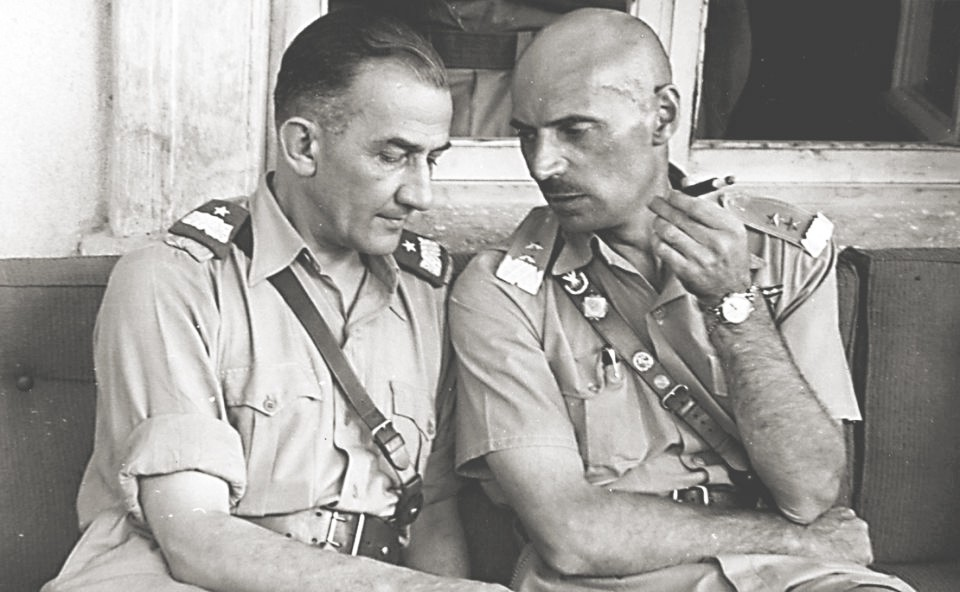
Тадеуш Клімецький та Владислав Андерс 1943

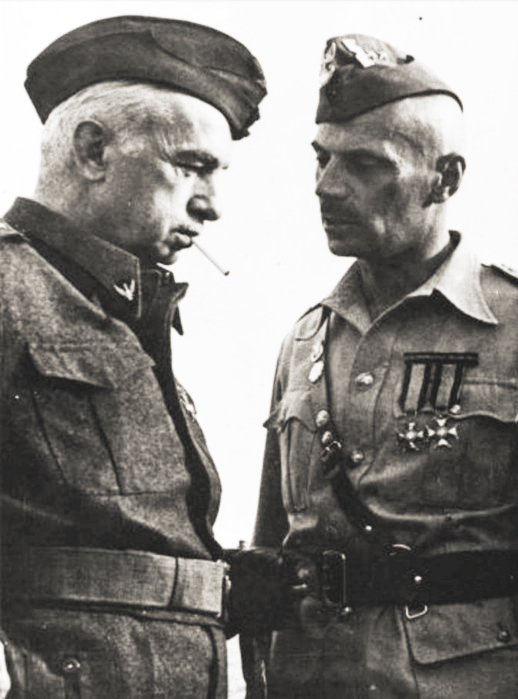
Владислав Андерс та Казімеж Сосновський 1944

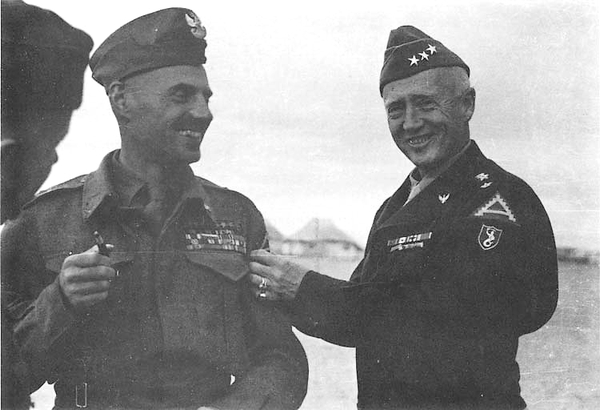
Владислав Андерс та Джорд Паттон 1944

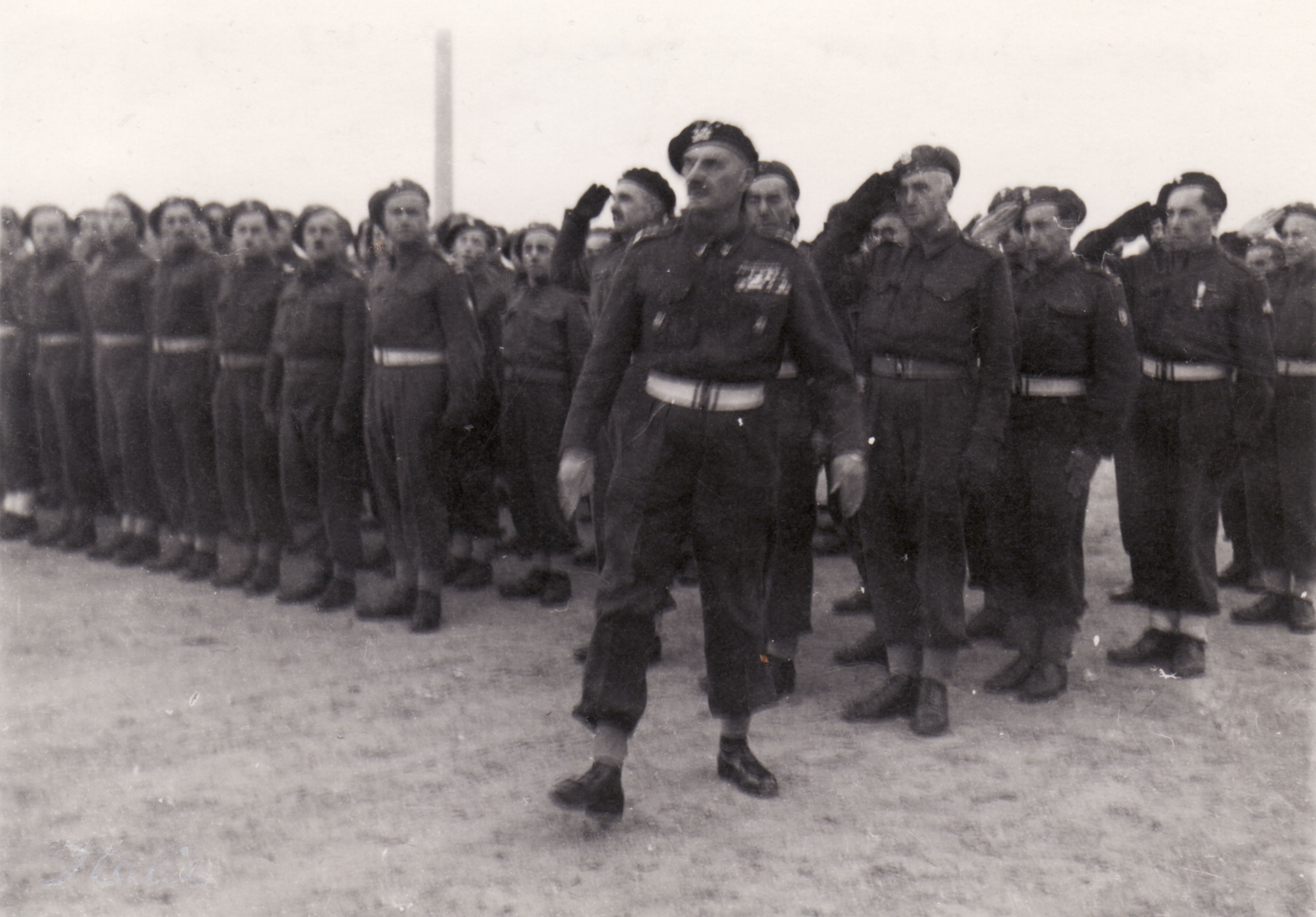
Владислав Андерс під час інспекції польської гімназії в Казарано Італія

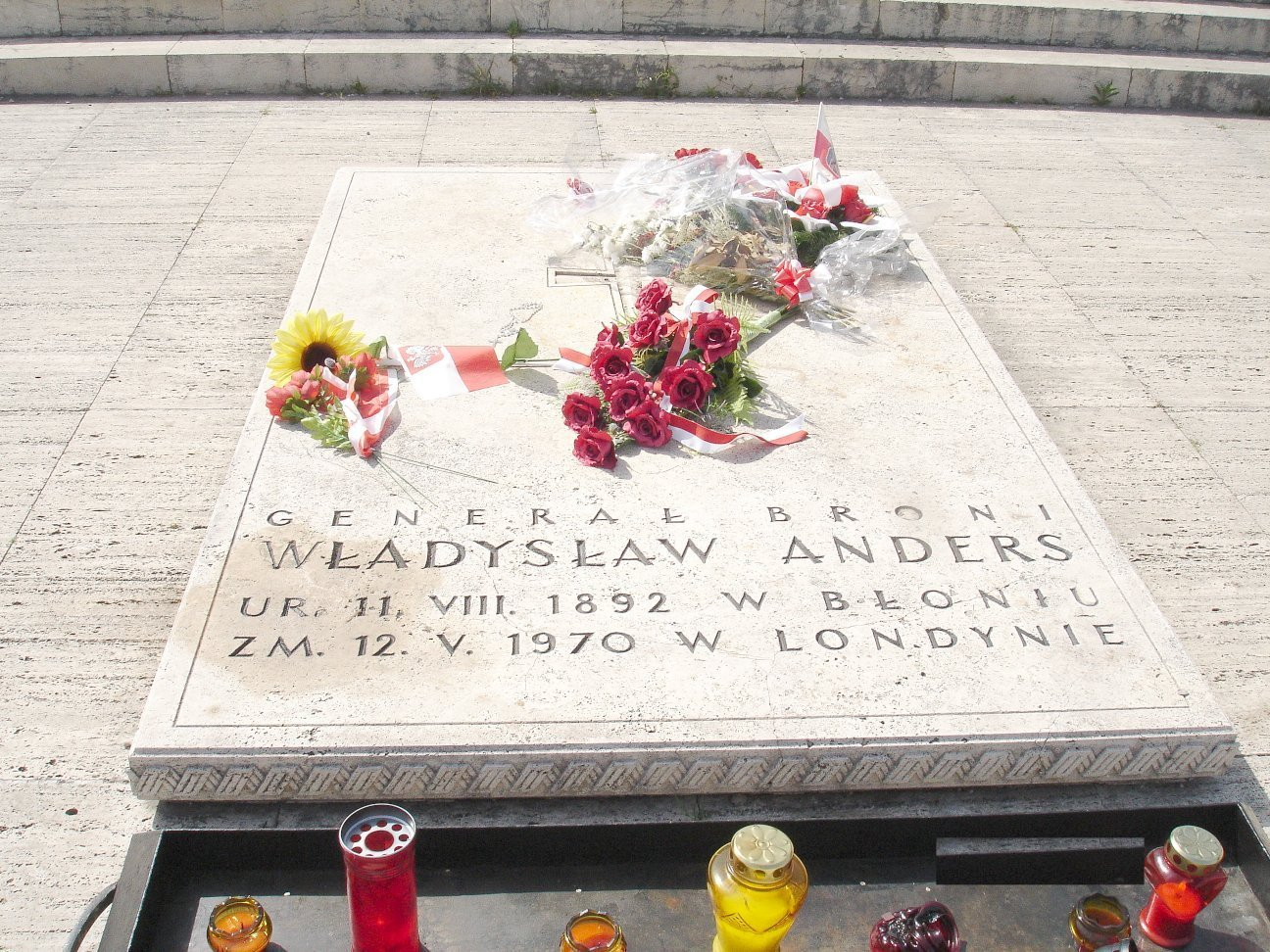
надгробна плита на його могилі під Монте-Кассіно

Владисла́в А́льберт А́ндерс (пол. Władysław Albert Anders; 11 серпня 1892 — 12 травня 1970) — польський генерал, політик;
1941–1942 командувач Польської армії в СРСР,
1942–1943 — Польської армії на Сході й
1943–1946 — 2-го Польського корпусу, зокрема в битві за Монте-Кассіно;
1946—1954 — головнокомандувач і генеральний інспектор Польських збройних сил в еміграції.

## Біографія

### Роки до I світової війни та створення незалежної Польщі
Владислав Андерс народився 11 серпня 1892 року в селі Блоні, яке знаходилося тоді на теренах Російської імперії. Походив з сполонізованої німецької сім'ї, в якій виховувався в сильних протестантських традиціях та вірі. Його охрестили в 
Євангелічній Аугсбурзькій церкві в Польщі в місті Ходечі (Влоцлавський Повіт). Перейшов у католицизм 27 червня 1942 року в місцевості Янгіюль неподалік від Ташкенту в Узбекистані (тодішня частина СРСР) під час урочистостей, які організував священник та генерал Юзеф Гавліна. Його батько, Альберт Андерс (1864—1942), був агрономом та працював адміністратором земельних угідь. Його мати Єліжбета походила з дому Тушерт (1868—1930). У родині крім нього було ще троє синів, які як і він вибрали кар'єру професійних солдатів Польського Війська: Карл (1893—1971), Єжи Едвард (1896—1977) та Тадеуш Константин (1902—1995). Обоє його батьків були євангельської віри, походили з балтійських німців з Лівонії.
Згодом він продовжив навчатися у варшавській реальній гімназії. 12 листопада 1910 року перейшов на військову службу. Середня школа (в російській армії) не вимагала матури, цінувався добрий стан здоров'я. Вінта здав іспит який дозволив скоротити службу до одного року. Згодом юнак жив поза межами казарми за власні кошти та після здачі екзаменів зміг стати прапорщиком запасу. Опісля цього молодий чоловік був направлений до 3 новоросійського полку драгунів «ЇЇ Царської Величності княжни Єлени Володимирівни», що базувався у Ковні. У 1912 році проходив тримісячне навчання резервістів у 19 полку гусарів в Ризі. Шість місяців він проходив навчання у Ризькій політехніці. Під час подальшого навчання у 1911—1914 роках став членом академічної корпорації Арконія. В той час він був захоплений верховою їздою та кіньми, про що свідчить його участь у багатьох міжнародних змаганнях з кінного спорту.
Андерс був учасником першої світової війни. Спочатку його було відіслано до служб поставок 2 корпусу, але 25 листопада 1914 року на власне прохання він перейшов до 3 новоросійського драгунського полку. Він швидко просувався по службі, отримавши 5 листопада 1915 року звання підпоручника, 3 липня 1916 — поручника, а 22 листопада 1916 року — штабскапітана. Андерс був двічі у той час раненим: в голову і в п'яту, а також отримав контузію в голову, груди та праву ногу через вибух артилерійського снаряду. В 1917 році закінчив пришвидшений курс Академії Центрального Штабу в Санкт-Петербурзі. Лютнева революція та повалення царського режиму в Румунії, де проходив службу як шеф штабу 7 Стрілецької Дивізії.
6 вересня 1917 року, після відставки із служби в російській армії, вступив до I польського корпусу, яким керував ген. Довбор-Мусницький Йосип Романович. На початку підротмістра Андерса було призначено до 1 уланського полку, в якому перейняв командування над 6-м ескадроном. Протягом кількох місяців допомагав в організації та поповнені бойової одиниці. 24 лютого 1918 року, після визнання рішення російського Генерального штабу, командувач 1-м корпусом генерал Юзеф Довбор-Мусніцький призначив капітана Андерса начальником штабу 1-ї стрілецької дивізії. Після капітуляції корпусу від німців Андерс повернувся до країни та вступив до Польської Армії. Був шефом штабу Армії Великопольської під час великопольського повстання. У польсько-більшовицькій війні був керівником 15 полку познанських уланів. В той час був раненим у битві під Беризином.
В листопаді 1921 року розпочав навчання у Вищій Воєнній Школі (франц. École Superieure de Guerre) в Парижі, а згодом проходив стажування у Франції. 1 лютого 1924 року був переведений до 15 полку з одночасним рекомендуванням до Закритого офісу Військової ради у Варшаві. 15 липня цього ж року був призначений Генеральним Інспекторіатом Кавалерії на посаду I офіцеру штабу. Під керівництвом ген. Тадеуша Розвадовського поглиблював свої знання про кінноту. Особливу увагу з боку ген. Розвадовського отримав після великих кавалерійських маневрів, що проходили на теренах на Волині, яка тоді входила в склад Польщі. З листопада 1925 року став комендантом Варшави.
Андерс був членом Товариства Розведення Арабського Скакуна в Польщі. У 20-х роках був членом керівного складу Військового Автомобільного та Мотоциклетного клубу в Польщі.. У час коли відбувався травневий переворот 1926 року він був начальником штабу командувача оборони Варшави, призначеного владою Тадеуша Розвадовського.
13 жовтня 1926 року президент Польщі Ігнацій Мосцицький призначив його керівником 2 Незалежної кавалерійської бригади. Згодом він став керівником Новогрудської бригади кавалерії та одночасно керівником Гарнізону міста Барановичі. Андерс був на стороні опозиції Юзефа Пілсудського під час травневого перевороту в 1926 році, проте на відміну від генерала Розвадовського, він уникнув переслідувань з боку режиму санації, яка перейняла на себе владу. Пілсудський надав йому звання командира кавалерійської бригади в 1931 році і через три роки йому було присвоєно звання генерала.
В 1932 році він керував польською кінною групою, яка під час кінних змагань за Кубок Націй в Ніцці отримала 4 перші місця.

### Роки II світової війни
Під час вересневої компанії в Польщі Андерс спочатку керував Новогрудською бригадою кавалерії в битві під Млавою. Після відступу з Млави не виконав наказу прикриття 20 Дивізії Піхоти, що вважають однією з причин її поразки. Згодом декілька разів Верховне командування змінювало дислокацію його бригади. У зв'язку з новими наказами були не зрозумілими причини, з яких бойова одиниця, попри отриманий нею розпорядження, не взяла участі в битві при Бзурі.
На момент прориву польських Армії «Познань» та Армії «Помор'я» через Кампіноську Пущу до Варшави Андерс відмовив генералові Тадеушові Кутшебі у виконані його наказу оборони теренів Пущі, мотивуючи це передбаченнями занадто великих людських втрат своєї бригади.
З 12 вересня 1939 року Андес став керувати оперативною групою кавалерії названу на його честь.
Він вів важкі бої з німцями в околицях Мазовецького Мінська та Томашева Любельського (в рамках другої Томашівської битви). В цій останній битві, після досягнення вдалих результатів, чим стало здобуття 22 вересня Красноброду, разом з Новогрудською бригадою Кавалерії покинув відвойоване місто та пішов до Майдану Сопоцького, звідки після недовгого відпочинку повернув у напрямку Львову, самовільно уникаючи битв та не повідомляючи про це керівництва Північного фронту. В результаті цього йому вдалося прорватися на південь. З уваги на те що німецько-радянське кільце затискалося генерал Андерс вирішив розформувати Кавалерійську групу на менші групи, які мали дістатися до Угорщини.
Прориваючись в одній з цих груп, 29 вересня в околицях Самбору генерал був двічі поранений, після чого потрапив до радянського полону.
Спочатку Андерса утримували у львівському шпиталі на вул. Курковій 33. В грудні 1939 року відмовився прийняти інструкцію генерала Казімежа Соснковського щодо створення СЗБ, яку передано із Парижу через емісара Томаша Яна Стровського. Потім його перевели у тюрму Бригідки у Львові. 29 лютого 1940 НКВС вивезло його до Москви та посадило його в центральній тюрмі НКВД на Луб'янці, а потім в слідчу тюрму Бутирка. Осінню 1940 року його було знову перевезено на Луб'янку, де його становище трохи покращилося (отримував посилений пайок). Під кінець листопаду 1940 року вирішив дати показання.. Під час 22-місячного перебування у в'язниці прослуховувався та його пробували знову переконати (перша спроба на рахунок зміни свого становища пройшла в львівському шпиталі) вступити в Червону Армію.
4 серпня 1941 Андерса була звільнено із в'язниці після початку німецько-радянської війни та підписання угоди Сікорського-Майського. В той час Андерс був рішучим прихильником порозуміння уряду Польщі у вигнані з СРСР. 10 серпня 1941 року був призначеним на посаду керівника Польської Армії в СРСР. 11 серпня 1941 року його було підвищено до звання генерала дивізії. Через порозуміння з радянською владою розраховував повернутися до окупованої німцями Польщі, де проживали його підлеглі офіцері (наприклад полковник Юзефа Спихальського та Антонія Іглевського), що спричинило відверту заборону із сторони генерала Сікорського та здійснення Андерсом будь-яких дій, спрямованих на встановлення контактів з підпіллям в країні та спробу взяти управління ними. З огляду на те що радянська влада, зменшувала кількість продовольчих пайків для Польської Армії приблизно на дві треті, Андерс вирішив, що належало швидко евакуювати польських солдат з СРСР та поставив Начального вождя генерала Сікорського обличчям перед цими фактами. Питання евакуації частини відділів він задав під час безпосередньої розмови із Сталіним в березні 1942 року без відома Сікорського.
Між 24 березня та 3 квітня 1942 року, під час першої евакуації, 33 тисячі військових та 11 тисяч цивільних осіб (врятованих з тюрем та таборів ГУЛАГУ) було перевезено потягами з республік Середньої Азії до порту в Красноводську, що стоїть над Каспійським морем, а потім човнами до Ірану. Від 11 серпня до 1 вересня 1942 року, під час другої евакуації, було перевезено до Ірану 45 тисяч військових та 25,5 тисяч цивільних осіб. 12 вересня 1942 року Андерс був призначеним керівником Польської Армії на Сході Створений ним 2 польський корпус, якого він був керівником від 19 серпня 1943 року, від грудня 1943 року та в січні 1944 року був переправлений через морську дорогу із Близького Сходу до Італії в 1944 році взяв участь в військовій компанії на Апеннінському півострові — найважливішими віхами італійської компанії стали Битва при Монте-Кассіно та Бій за Анкону.
В лютому 1943 року Андерс мав гострий конфлікт з генералом Сікорським через ту політку, яку він вів стосовно СРСР. Генерал Сікорський у свою чергу написав до нього лист в якому зазначав «Пропонує мені, пан Генерал, рішучу підтримку. Не підтримку від вас я очікую, а виконання солдатського обов'язку.» «Звертаюся тому до Генерала з апеляцією, аби Пан відкинув всіх інтригантів від себе та з війська. Інтригантів, яким (…) здавалося, що можуть мене повалити разом з концепцією національної єдності та перейти до таких згубних для Польщі які були здійснені до війний. Як ефект на цей лист Андерс написав інший лист до президента Рачкевіча в якому виступав за звільнення Сікорського президентом уряду та характеризуючи його таким чином: „ Говоре про повстання в Польщі! Щоб німці мали привід для репресій, говорить про співпрацю з Совєтами! […] Сьогодні з усією повагою, з любов'ю дивимося на тебе та віримо, що знайдеш розв'язання, яке є правильним для польської справи[…] Існує загальна думка, що для польської справи уряд повинен розправитися з цим і таким чином полегшити роботу нових людей“. В середині року він постарався залагодити відносини з Начальним Вождем написавши до Сікорського, серед іншого, що вся інформація про змови проти нього є брехнею, а Начальному Вождеві під час оголошеного візиту на Близький Схід для інспекції батальйонів якими керував Андерс та пообіцяв: „жодна волосинка з голови не впаде“.
Андерса було обвинувачено в продуманому замаху на генерала Сікорського в Гібралтарі. Після смерті Сікорського, Андерс був кандидатом від антипілсудських сил на Начального Вождя. Під час політичного кризи, після смерті генерала Сікорського, супротивлявся планам призначення прем'єр міністром Станіслава Миколайчика. В листі до президента Рачкевіча стверджував: « Ми віримо (…), що військове командування та політичне керівництво нарешті будуть розділені. Водночас доповідаю, що поки президент не вирішить інакше, я виконуватиму лише його накази.» Ця заява викликала різку реакцію міністра національної оборони генерала Маріана Кукеля, який написав до президента Рацкевіча, бо той звернув увагу Андерсові «про неприпустимість зазіхання на атрибуції Глави держави, вирвавшись за рамки державної ієрархії та військового підпорядкування, порушивши загальний траур у таку важку хвилину.». В «Білому Орлі», газеті Польської Армії на сході, якою керував Андерс, не було поміщено жодних біографічних даних про прем'єра Миколайчука та жодної інформації, яка до стосувалася актуальних подій Начального Вождя генерала Сікорського. Це викликало обурення Міністра Народної Оборони генерала Кукєля, який в листі до нового Начального Вождя генерала Казімежа Соснковського писав «що він буде готовий стримати ці надмірності діяльності політичної військової преси шляхом відповідних вказівок командувачу армією». До апогею конфлікту дійшло 13 липня 1944 року, коли Рада Міністрів єдиноголосно ухвалила заяву до президента, в якій стверджувалось: «З огляду на все частіші повторювані політичні виступи командування Польської армії в Італії, явно шкідливі для інтересів держави, Рада міністрів просить Президента Республіки Польща негайно розслідувати всі звинувачення, висунуті проти генерала Андерса, і взяти всі наслідки, і негайно припинити політичну дію командування Польська армія в Італії.» Під час цього засідання уряду його член Ян Квапінський вимагав звільнення генерала Андерса з посади та притягнення його до суду.
24 березня 1944 року керівник британської 8 армії генерал Олівер Ліз запропонував керівнику 2 Польського Корпусу почати напад на Монте-Кассіно. Дав йому на роздуми тільки десять хвилин. Після короткого роздумів генерал Андерс, без консультації з польським військовим керівництвом (що спровокувало гнівну реакцію Начального Вождя генерала Сосновського — противника фронтальної атаки на німецькі фортифікації) прийняв пропозиції. 18 травня 1944 2 Польський Корпус, керований генералом Андерсом, здобув Монте-Кассіно.
Андерс був послідовним противником варшавського повстання 1944 року. 2 серпня керівник штабу Начального Вождя — генерал Станіслав Копанський звернувся до Андерса з пропозицією, щоб в II корпусі підготувати невеликий батальйон командос із метою кинути її в боротьбу за Варшаву. Через 2 дні Андерс відмовив у виконання цієї пропозиції, мотивуючи це браком відповідних до цього людей. Написав: «Особисто вважаю рішення прийняте Армією Крайовою катастрофою», однак в своїх спогадах Без Останнього Розділу, стверджував, що говорив про рішення керівництва Армії Крайової, коли в цей спосіб було оголошено про порядок повстання, «я не грав у цій справі ніякої ролі, тим більше, що на той час я не міг нічого детально знати». 23 серпня 1944 року в листі направленому до генерала Кукєля Андерс писав: «Солдати не розуміють цілісності повстання у Варшаві. У нас ніхто не мав ілюзій, щоб більшовики окрім постійних обіцянок, дійсно допомогли столиці. В цих умовах столиця, окрім героїзму якому не має рівних в історії світу, через керівництво була приречена на поразку. Ми вважаємо початок повстання тяжким злочином і запитуємо себе, хто понесе за це відповідальність.». 31 серпня він стверджував: «
Підняти повстання у Варшаві на даний момент було не лише дурним, але і цілком злочином.», проте додав у тому ж листі: «всі наші бої від Монте-Касіно через Анкону до Лінії Готів видаються нам малими у порівняні з боями, що проходили в столиці». Вже після закінчення повстання 25 травня 1945 року, Андерс в розмові з президентом Рачкевисом та прем'єром Францішеком Арцешевським говорив: «Стою на колінах перед Варшавою, що бореться однак сам факт повстання у Варшаві вважаю злочином. Сьогодні, звичайно, не час вияснювати це питання, але генерал Коморовський та низка інших людей неодмінно будуть притягнуті до відповідальності за такі страшенно безрозсудні та непотрібні жертви.».
Натомість в своїй книзі Януша Каземира Заводного писав, що Владислав Андерс згадував про варшавське повстання так: «Повстання було кульмінаційним пунктом, це був бастіон польськості, цілий світ повинен побачити нашу волю. Це було перед Ялтою».
Згідно з власними згадками Андерс під час розмови з Черчиллем в серпні 1944 року стверджував: «Ми в Варшаві маємо наших дружин, дітей, але воліли б краще померти, аніж якби б мали жити під більшовиками.».
Андерс гостро критикував установи, які були прийняті на конференції в Ялті.
Після того як було взято до полону Тадеуша Бура-Комаровського з 26 лютого до 27 травня 1945 року виконував обов'язки Начального Вождя.

### Післявоєнні роки
Після закінчення II світової війни Андерс лишився в еміграції, беручи активну участь у політичній діяльності польського вигнання. 26 вересня 1946 року Президент Польщі Владислав Рацкевич призначив його Генеральним Інспектором Збройних Сил та Начальним Вождем.
В травні 1946 року на конгресі польських євреїв в Парижі, скликаним під патронатом Світової Федерації Польських Євреїв, її президент Юзеф Таненбаум заявив: «Головним винуватцем вбивств євреїв в Польщі є генерал Андерс»; це він «висилає емісарів до Польщі, для розбурхання заворушень проти демократичного уряду, заохочуючи криваві вбивства проти вцілілих євреїв.». На конгресі опозиційного Польської народної партії в 1946 році його керівник Станіслав Миколайчук стверджував, що Андерс є «морально винним за смерть генерала Сікорського».
26 вересня 1946 року Тимчасовий уряд народної єдності, на підставі постанови від 1920 року про громадянство Польської Держави, позбавив Андерса польського громадянства та звання генерала у зв'язку з «прийняттям без згоди компетентних польських органів, державної посади в іноземній країні, а це в свою чергу мало на меті співорганізацію Польського Корпусу Пристосувань та Розміщення, який був парамілітарною формацією, яка становила частину британської армії». Під час засідання ТУНЄ після оголошення списку з 75 офіцерів, які мали бути позбавлені громадянства, голос взяв тодішній віце-прем'єр Станіслав Міколайчик який звернув увагу на те що у списку не було імені генерала Андерса. «Так склалося, що головний винуватець не буде підпадати під постанову, а інші хороші солдати будуть покарані» — так говорив Миколайчук. Заувага Миколайчука була прийнята в окремій резолюції. У 1971 році Рада Міністрів, на чолі якої став прем'єр Ярошевіч, ухвалила рішення ТУНЄ, але резолюція з цього приводу не була опублікована. 28 лютого 1989 року керівник Патріотичного Руху Народного Відродження Ян Добрачинський звернувся, у зв'язку з наближенням 50 річниці початку II світової війни, до Керівника Ради Держави Войцеха Ярузельського про повернення польського громадянства Андерсові. 15 березня 1989 уряд ПНР прем'єра Мечислава Раковського скасував постанову про позбавлення Андерса громадянства.
Існує думка, що за особистою рекомендацією Андерса перед союзниками зберегла депортацією до СРСР українських солдат 14 дивізії Гренадерів СС, які формально були польськими громадянами..
16 травня 1954 року Андерс отримав від Президента Польщі в еміграції Августа Залеського звання генерал-лейтенанта. 4 серпня 1954 року Андерс вручив Залеському лист, в якому він, серед іншого, заявив, що «(…) після глибокого розгляду ситуації, що склалася, стверджую, що Пан не може виконувати обов'язки президента Республіки Польща, і — відповідно до наказу совісті — заявляю, що перестав вважати вас президентом Республіки і головнокомандувачем Збройними Силами. Я подаю цю записку, щоб вона була завтра опублікована». Цього самого дня Президент Залеський звільнив його із займаних ним посад та відправив його на пенсію. У листі спрямованим цього самого дня Президент Залеські написав: «мені прикро, що такий поважний солдат заплямував себе перед обличчям поколінь потомків бунтом проти своїх легітимної влади, узурпуючи собі права, що так із відповідних правових норм, а добрі політичні манери політики в нього не має». Андерс увійшов до Ради трьох (зайнявши в ній головну роль), яка мала на меті повалення правління президента Залеського. Тодішній президент звільнив генерала Андерса з посади Генерального Інспектора Збройних Сил. Поведінку Андерса гостро критикував тодішній прем'єр в еміграції Станіслав Цат-Мацкевич та редактор Єжи Ґедройць.
З 14 листопада 1949 і аж до смерті Андерс був керівником Головної Комісії інституції Народного Скарбу, choć w związku ze sporem z prezydentem na uchodźstwie Augustem Zaleskim Anders podporządkował Komisję Skarbu Radzie Trzech, na co Zaleski zareagował rozwiązaniem «starej» komisji i powołaniem nowej, w zawiązku z czym istniały de facto dwie Komisje.
Андерс взяв участь у компанії із звільнення Поляків, які тоді перебували в таборах. В 1956 році проводив у Лондоні марш 20 тисяч польських емігрантів. У 1963 році вдова генерала Сікорського надіслала публічний лист до Андерса, побажала, аби він не появлявся на урочистостях пов'язаних із її чоловіком.
До кінця життя залишився у статусі еміграції. Останній день життя генерал провів у своїх друзів, в домі полковника Каміла Чернецького та його дружини Ірени (протягом багатьох років генерал допомагав у військовому навчані братам Каміла та Маріана Чернецьких після смерті їх батька Януша, якого він був другом). Він помер рівно в 26-у річницю битви при Монте-Кассіно та в 50-річчя своєї дружини. Згідно своєї волі генерал Андерс був похований серед своїх солдат на Польському воєнному цвинтарі в Італії.

## Особисте життя
Андрес був двічі одружений. Від першого шлюбу із Іреною Марією з дому Йордан-Канковською (1894—1981) в 1919 році народилися: дочка Анна (Анна Новаковська) (помер. 2006), авторка виданої після смерті біографічної книги Мій Батько генерал Андерс, а також син Єжи (1927—1983).
Під час його перебування на Близькому Сході Андерс почав зустрічатися з акторкою польською співачкою та акторкою українського походження Іреною Андерс (до шлюбу Яросевич, псевдонім Рената Богданська), одруженою з польським актором Гвідоном Боруцьким. Коли до Італії переїхала з Польщі дружина, син та внучка, Андерс вирішив залишитися з Іреною Боруцькою. Одружився з нею 1948 року, після того, як обоє отримали дозвіл на розлучення. З Іреною Андерс мав дочку Анну Марію Андерс (нар. 1950). Після смерті Ірена Андерс була похована біля генерала на цвинтарі біля Монте-Касіно.

## Досягнення

### Службові ознаки
- Хорунжий резервного (прапорщик) царського кінного полку, після здачі екзамену в 1911 році[52];
- корнет російської кавалерії — ступінь отримав в 1915 році[52];
- Ротмістр російської кавалерії — ступінь наданий в 1916 році[52];
- Підполковник — 23 травня 1919 року звання надано Комісаріатом Вищої Народної Ради[53];
- Майор— 15 липня 1920 наданий Начальним Вождем 1 квітня 1920 року[54];
- підполковник — 15 липня 1920 отримав звання Військовим Міністерством щоб використовувати звання підполковника, через рік його підтвердили справжнім підполковником зі стажем 1 червня 1919 р;
- Полковник — 1 грудня 1924 зі стажем від 15 серпня 1924 р. і 2 місце в корпусі кавалерійських офіцерів[55];
- Бригадний генерал — 1 січня 1934;
- Дивізійний генерал — 11 серпня 1941;
- Генерал броні — 16 травня 1954, призначений польською владою в еміграції.

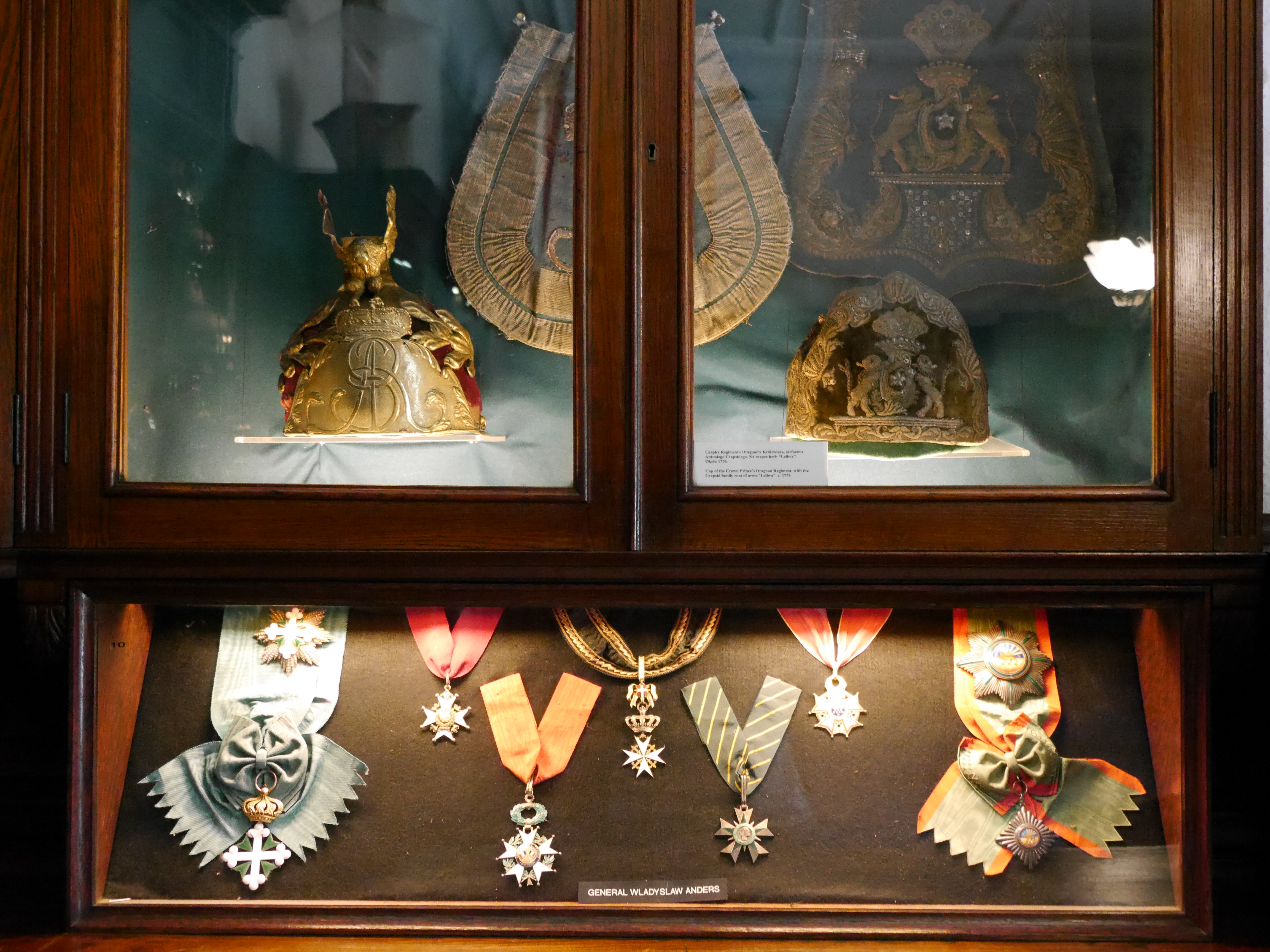
Внизу знаходяться нагороди генерала Андреса Польського інституту та музею Генерала Сікорського в Лондоні

### Ордени та відзнаки
Польські
- Орден Білого Орла — посмертно (11 листопада 1995 року видано Лехом Валенсом)[56]
- Командорський Хрест Воєнного Ордену Virtuti Militari (1945)[57]
- Кавалерський Хрест Військового Ордену Virtuti Militari (1944)[58][59]
- Золотий Хрест Воєнного Ордену Virtuti Militari (1944)[58]
- Срібний Хрест Воєнного Ордену Virtuti Militari (1921)[58][60]
- Командорський Хрест Ордену Відродження Польщі (1938)[61]
- Офіцерський Хрест Ордену Відродження Польщі (1925)[62]
- Хрест Незалежності[63]
- Хрест Хоробрих 1918—1921 — чотириразово (по одному разу 2, 3 та 4 в 1921)[64][65]
- Хрест Хоробрих 1939—1945 — чотириразово[64]
- Золотий Хрест з Мечами — чотириразово[64]
- Медаль Війська — (чотириразово)[64]
- Медаль «Десятиліття здобутої незалежності»[64]
- Пам'ятна медаль учаснику війни 1918-1921 років[64]
- Срібна медаль за тривалу службу[64]
- Бронзова медаль за тривалу службу[64]
- Хрест Армії Крайової[64]
- Хрест Монте-Кассіно[64]
- Відзнака за Рани та Контузію — восьмиразово ранений[66]
- Зірка Витривалості (1984)[67]

 Закордоні 
- Ордена Святого Георгія IV клас (1915, Російська імперія)[52]
- Орден Святого Володимира IV клас з Мечами (Російська імперія)[64]
- Орден Святої Анни II, III та IV класи (1918, Росія)[52]
- Орден св. Станіслава II i III класи (1918, Росія)[52]
- Орден Святого Сави III класу (1926, Югославія)[68]
- Орден Почесного легіону (Франція)[69]
- Командор Почесного Легіону (Франція)[64]
- Медаль Перемоги 1939—1945 з бронзовою пальмою (Франція)[64]
- Медаль Перемоги 1914—1918 (Франція)[64]
- Орден Святих Маврикія та Лазаря (Італія)[64]
- Кавалер Хреста Великого Ордену Святих Мауриція та Лазара (Італія)[64]
- Командорський орден Легіону заслуг (20 серпня 1944, США)[64]
- Орден Лафаєта (США)[64]
- Товварський Хрест Орден Лазні (Велика Британія)[64]
- Зірка Італійської Компанії (Велика Британія)[64]
- Зірка 1939—1945 (Велика Британія)[64]
- Медаль Оборони (Велика Британія)[64]
- Медаль Війни 1939–1945 (Велика Британія)[64]
- Defensor Civitatis (Ватикан, генерал був особисто вшанований Папою Римським Пієм XII)[70]
- Великий Магістерський Мальтійського ордену (SMOM, 1944)[71]
- Цезарький орден Лева та Сонця «Homayeun» I клас (Персія)[64]
- Хрест офіцерський Ордену Білого лева (Чехословаччина)[64]

## Галерея

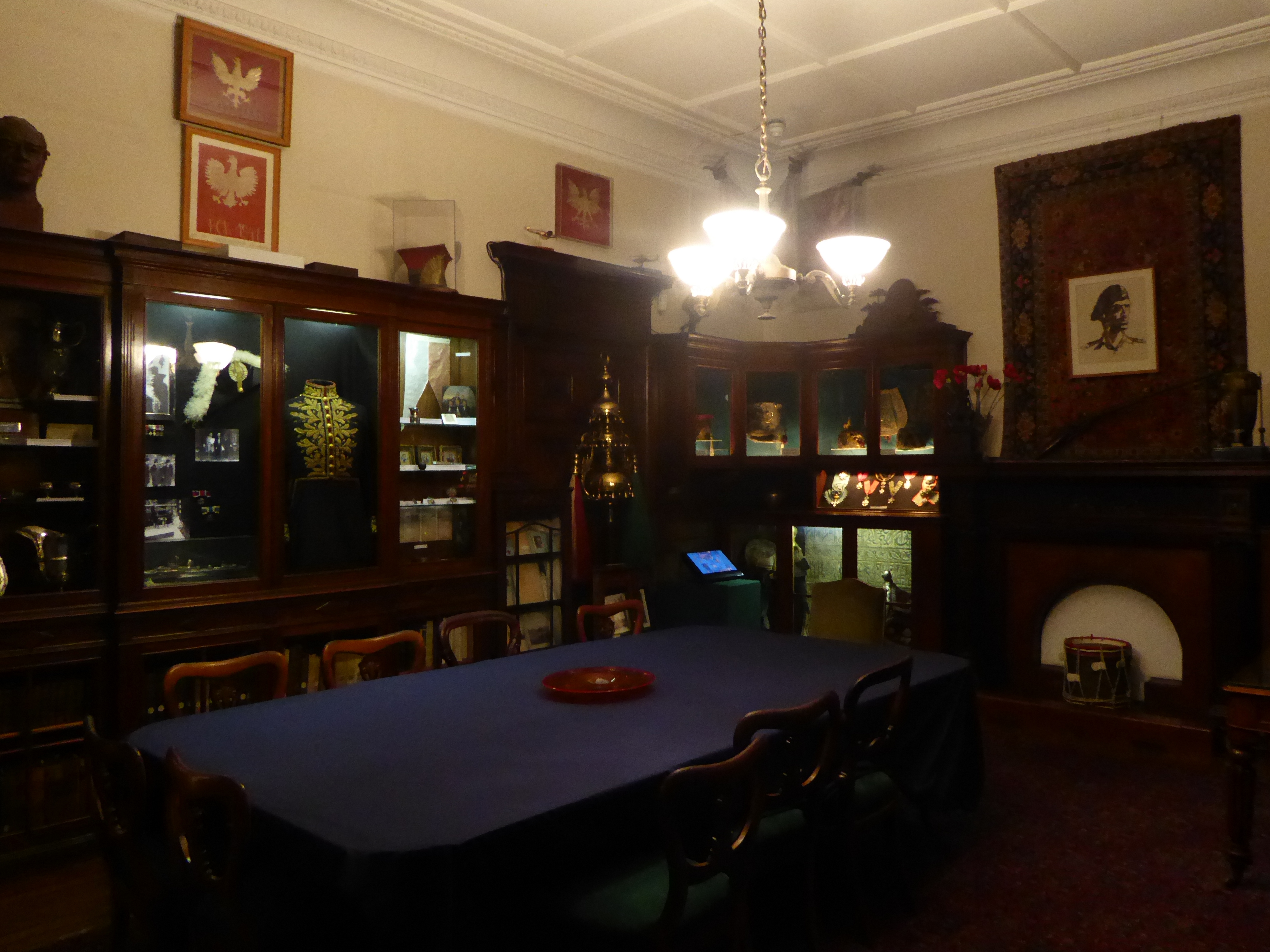
Кімната Владислава Андерса у Польському Інституті та Музеї Сікорського у Лондоні
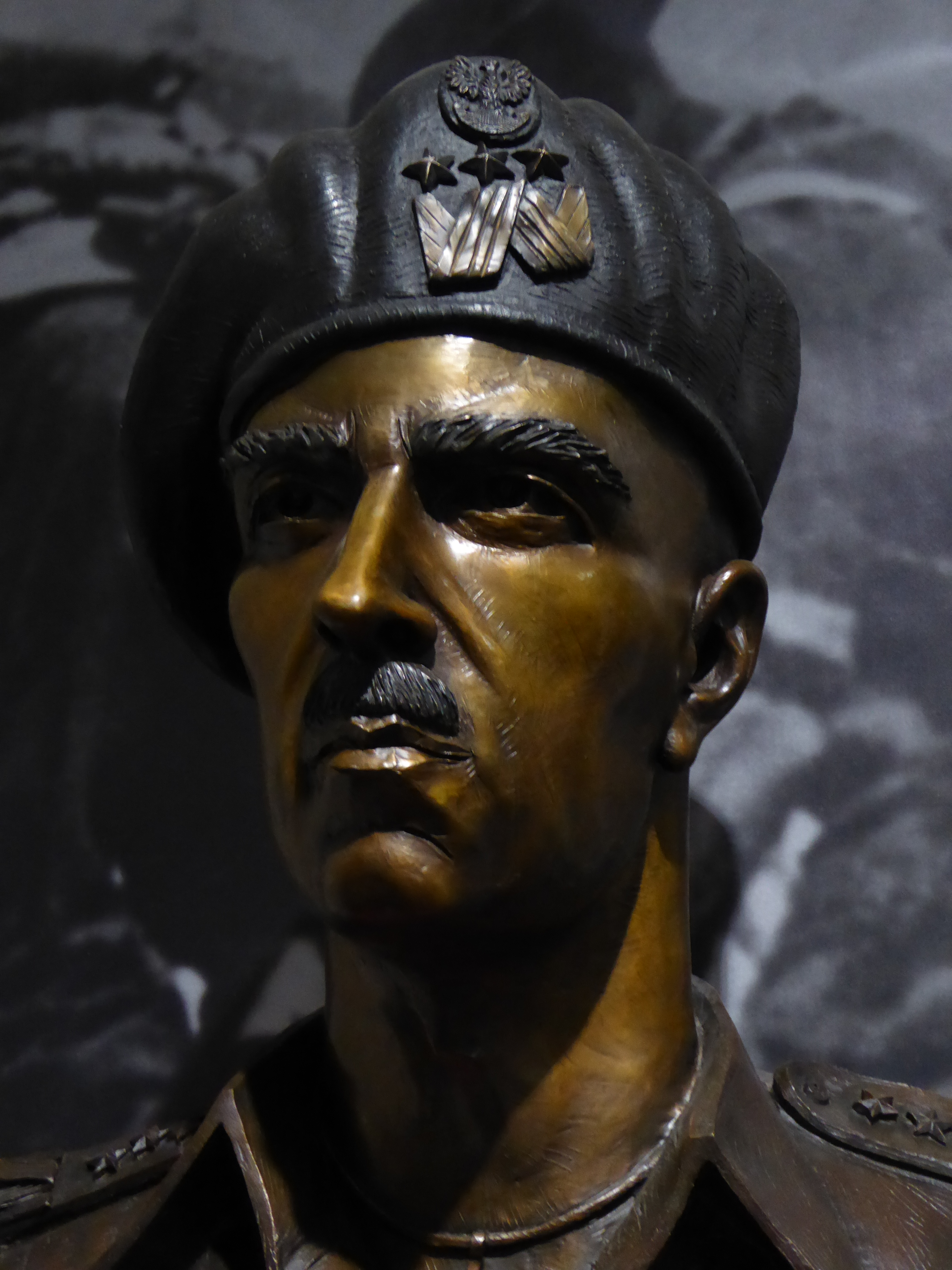
Б'юст Владислава Андерса в  Польському Військовому Музеї у Варшаві
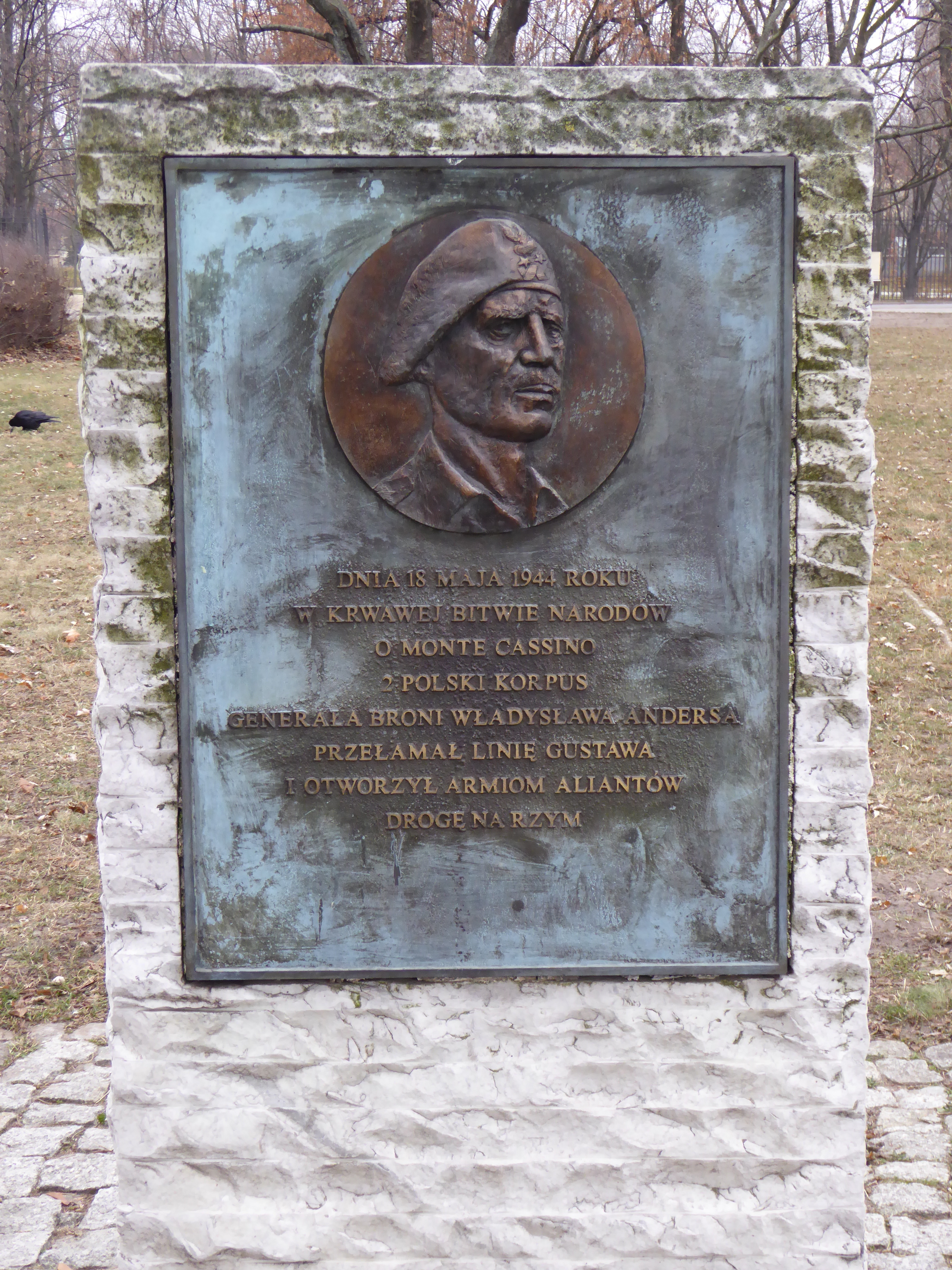
Фото таблички встановленої на честь Андерса на чергові роковини перемоги у битві під Монте-Касіно сфотаграфований в Варшаві.
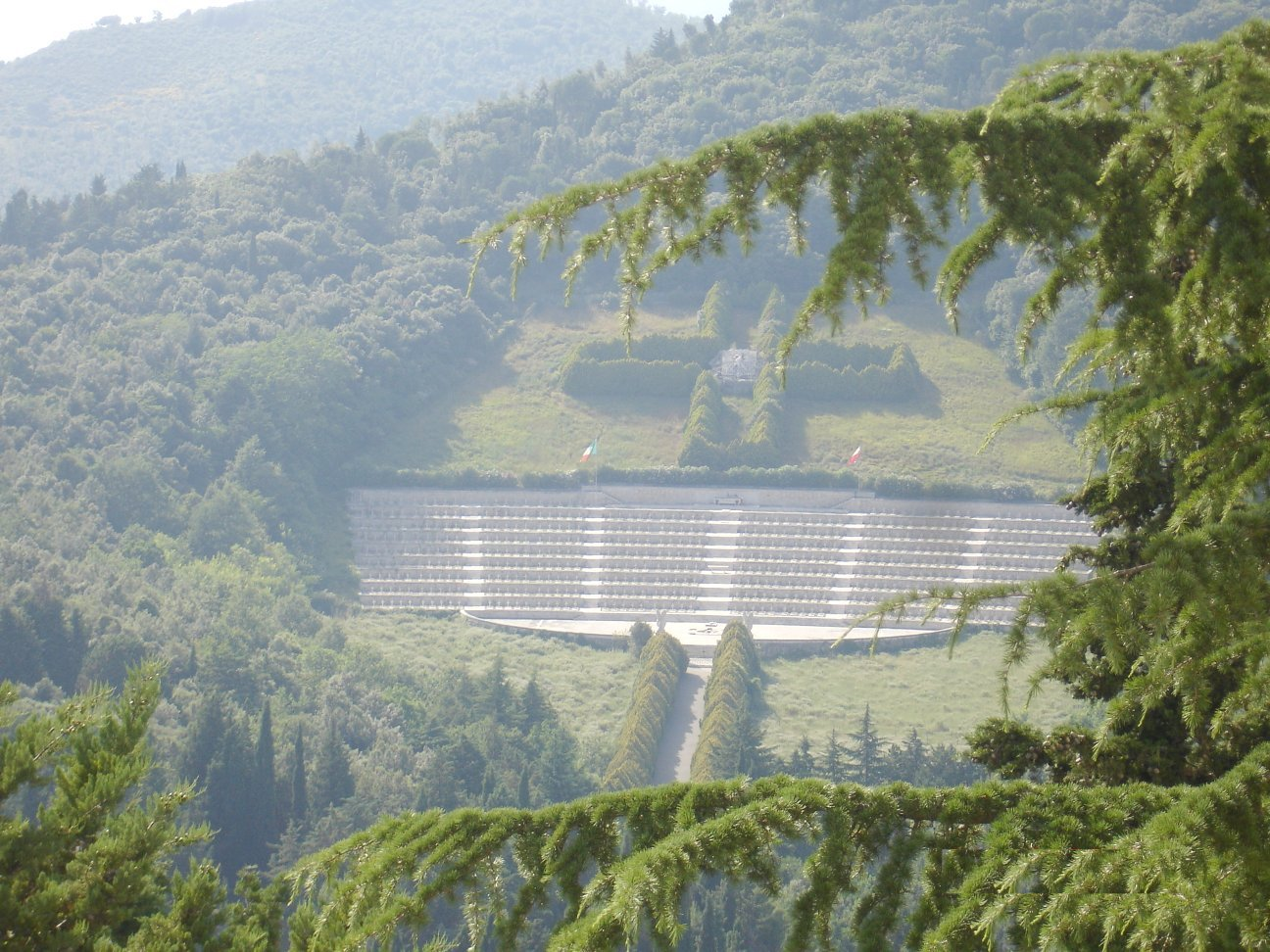
Польське військове кладовище в Монте Кассіно, Італія
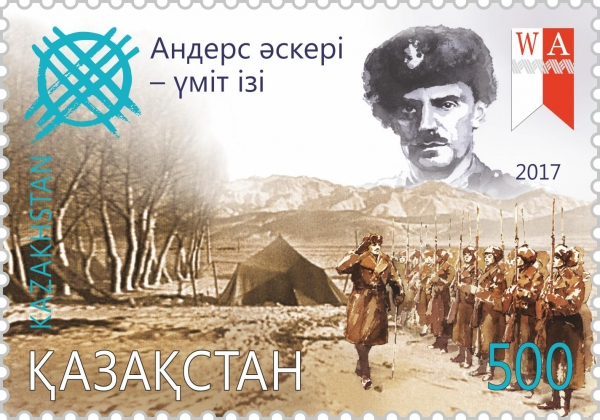
Почтова марка Казахстану
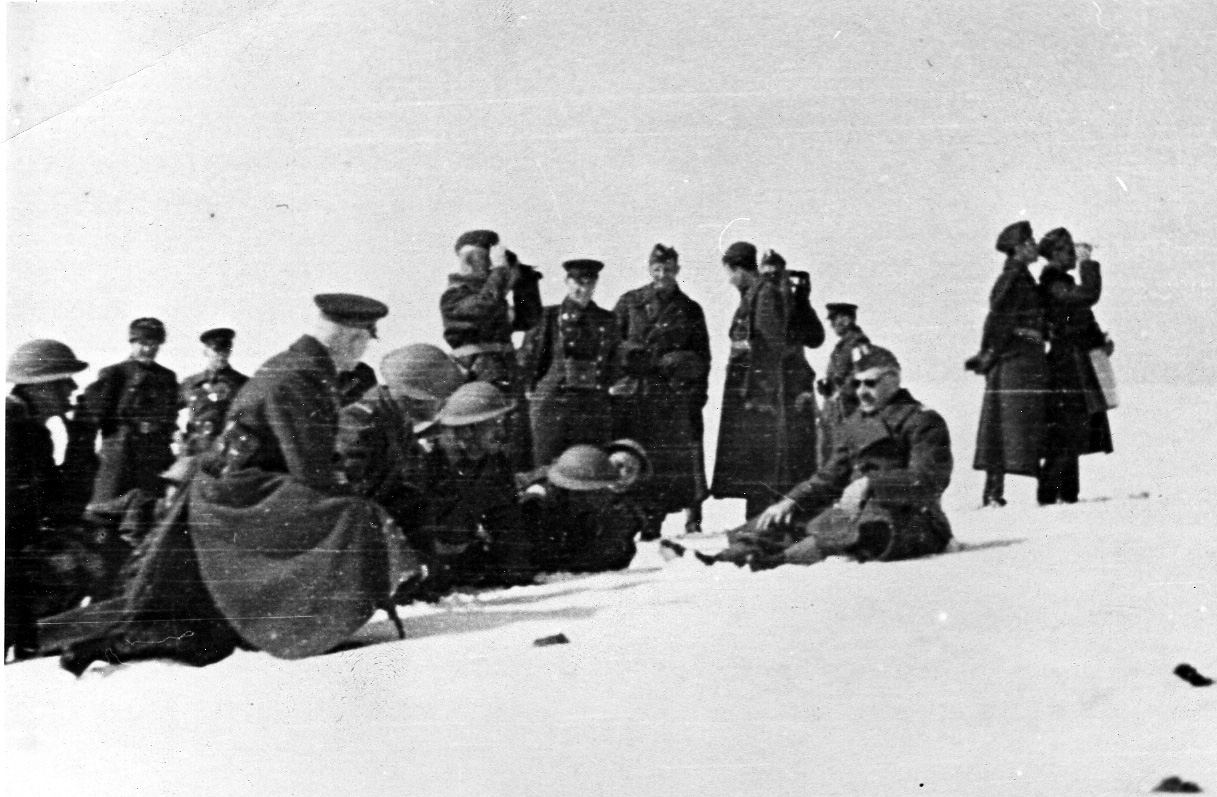
Радянські командири та польські офіцери на навчані (зима 1941 року). Польські військовослужбовці в англійських металевих шоломах Brodie helmet. Сидить праворуч в фуражці — генерал В. Андерс.
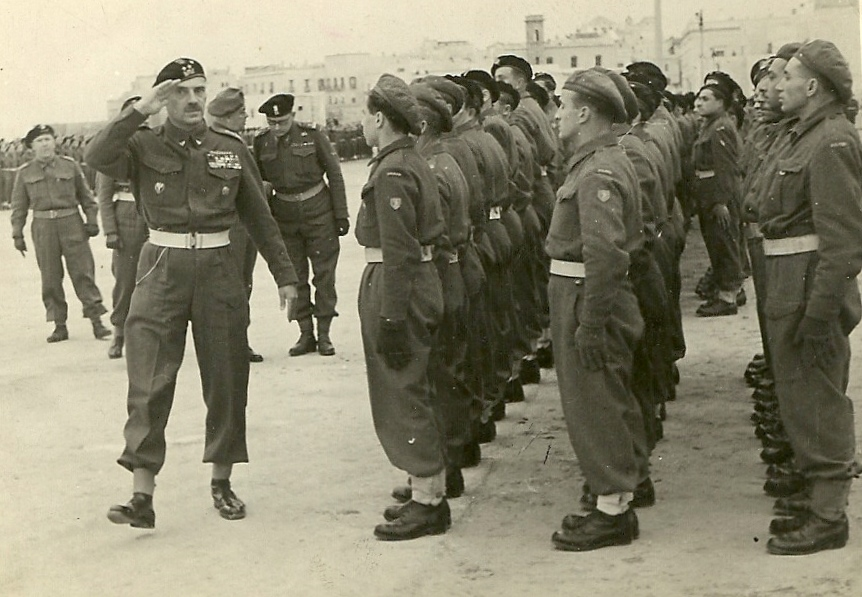
В. Андерс інспектує військові частини 2-го польського корпусу, Італія, 1945.